# Издавачка кућа Дабар
Издавачка кућа Дабар основана је 1887. године од стране Дабробосанске митрополије. Бави се издавањем црквених часописа, уџбеника, приручника, монографија, зборника, романа, збирки приповедака, збирки песама, каталога и осталих средстава којима народу приближава веру и дешавања у верским круговима.

## Историја
Зачеци издаваштва у Митрополији дабробосанској били су листови „Источник”, „Братство” и „Нови Источник”, који су у времену од 1887. до 1941. године били најчитанија и једина црквена штампа у Босни и Херцеговини.
Посебно место у том сиромашном броју црквених гласила заузима „Дабробосански Источник” који је у Сарајеву излазио у периоду од 1887. до 1911. године. Овај часопис био је намењен црквеним и просветним потребама српско-православног свештенства и народа у Босни и Херцеговини. „Дабробосански Источник” и „Босанска вила” била су два најзначајнија часописа за Србе у Босни и Херцеговини током окупације од стране Аустроугарске монархије. Новине садрже бројне важне податке за историју Српске православне цркве у Босни и Хецеговини пре и после анексије, те бројне чланке о разним теолошким и друштвеним питањима из тог периода. Часопис је излазио 24 године, а у том периоду мењао је 3 пута свој назив. Тако се у почетку свог излажења звао „Дабробосански Источник”, после тога од 1890. „Босанско-херцеговачки Источник” и на крају од 1898. само „Источник”. Зависно од периода излажења, излазио је једном или два пута месечно.
Почетком и након Другог светског рата наступило је дуго затишје и сва црквена штампа која је била дозвољена и доступна верницима у Дабробосанској епархији била су патријаршијска издања: „Православље”, „Православни мисионар” и лист за децу „Светосавско звонце”.
Нове слободе на пољу просвете и издаваштва сарајевска парохија је искористила на скроман начин - издавањем свог листа под називом „Дабар”. Тадашњу редакцију чинили су сарајевски свештеници и верници. Овај парохијски лист излазио је повремено све до 1992. године, када се услед ратних дешавања угасио.
Његово високопреосвештенство митрополит дабробосанки Николај је, након преузимања Митрополије дабробосанске, 1992. године, у ратом разореној и опуствошеној епархији настојао да покрене активности на више поља, а у једно од њих је спадало и издаваштво. Као љубитељ писане речи и дугогодишњи професор Богословије, Митрополит Николај је сматрао неопходним да Митрополија дабробосанска има своје епархијско гласило. Након што је, населивши монаштво, оживео Манастир Добрун, који је 150 година служио као парохијска црква, новом добрунском братству дао је задатак да покрене и обнови стари лист Дабар. На састанку који је Митрополит одржао са братством Манастира Добруна, 15. јуна 1996. године, донета је одлука да се Дабар издаје као лист Манастира Добруна, који ће истовремено бити и гласило Митрополије дабробосанске. Како је периодика Српске православне цркве ретко долазила у епархију, Митрополит Николај дао је задатак сарадницима да помогну у прикупљању информација у епархији и да се исти штампају у додатку листа Дабровом информатору. У првом периоду постојања, рад у редакцији Дабра био је отежан, јер се сва припрема штампе изводила на примитиван начин, али, како су појаву овог листа подржали народ, свештеници и поједини спонзори, јако брзо је набављена савременија опрема неопходна за рад редакције. Са новом опремом и сам рад је био много лакши, а новим бројевима часописа и другим издањима, Дабар је све више растао у очима читалаштва.
Како је у Фочи отворена Духовна академија, а потом и Богословија, указала се потреба за штампањем уџбеника и приручника, те је благословом Митрополита Николаја одштампано педесетак наслова за ове богословске школе. Такође, увидевши да Дабар прераста у озбиљну институцију, добар део еминентних теолога Српске православне цркве објављивао је своје књиге у издању Дабра. Тако је, од првобитне редакције часописа, Дабар израстао у цењену издавачку кућу Митрополије дабробосанске.

## Издаваштво
Концепција часописа Дабар заснована је на Јеванђељу, односно тумачењу и поукама из светоотачке литературе, црпећи из њих одговоре на многа савремена животна питања. Дабар се појављује у многим издавачким пројектима и у другим школама и институцијама, где врши разне услуге, а све у циљу да функционише и опстаје од свог рада. Посебно поглавље у својој издавачкој делатности Дабар бележи издавањем сабраних дела Митрополита Николаја Мрђе, који је и најзаслужнији за углед издавачке куће, како у народу, тако и у цркви.
У склопу издаваштва извршена је припрема више посебних издавачких пројеката, као што су зидни календари, монографије, зборници, романи, збирке приповедака, збирке песама, каталози, поучне књижице и друга мања издања.
У новије време седиште редакције и Издавачке куће премештено је из Манастира Добруна у новоосновани Манастир Светог Николаја у Добрунској Ријеци, где се налази и редакција листа „Соко”. Модерна опрема којом тренутном располаже Издавачка кућа Дабар набављена је уз помоћ Митрополије дабробосанске, која уједно даје и одобрење за сва издања.